# 时空旅人 (游戏)
《时空旅人》是一款由ISCO制作、CBS Sony Group发行的冒险游戏。 本游戏于1986年12月24日在日本地区FC游戏机发行。
游戏的穿越时间为16世纪至1941年。玩家要求回答各种是非题。玩家回答问题的方式会带来各种结局。